# Río Verde (Oaxaca)
Der Río Verde ist ein ca. 340 km langer Fluss im Süden des mexikanischen Bundesstaats Oaxaca.

## Verlauf
Der Río Verde entsteht in ca. 1300 m Höhe aus dem Zusammenfluss des von Norden kommenden Río Atoyac, der manchmal auch hier schon als Río Verde bezeichnet wird, und des von Osten einmündenden Río Colorado in der Nähe des Ortes Paso de la Reina. Von dort fließt er in südwestliche und südliche Richtungen durch nur spärlich besiedeltes Gebiet, bis er schließlich bei der kleinen Ortschaft El Azufre (ca. 95 km westlich von Puerto Escondido) in den Pazifik mündet.

## Nebenflüsse
Río Tataltepec, Río Atoyac, Río Colorado, Río Grande, Río Putla und Río Peñoles

## Staudammprojekt
Bei Puente de la Reina Bau eines Wasserkraftwerks mit einer 195 m hohen Staumauer ist seit dem Jahr 2006 geplant, aber sowohl regional wie international umstritten, da davon ca. 17.000 Menschen direkt und ca. 97.000 Personen indirekt betroffen wären.